# Surroca
Surroca és una masia al peu dels Cingles de l'Avenc al terme municipal de Tavertet (Osona) inclosa a l'Inventari del Patrimoni Arquitectònic de Catalunya. Masia situada dins el terme de Tavertet, però adscrita a l'antic terme parroquial de Sant Joan de Fàbregues. Apareix registrada als fogatges de la parròquia de l'any 1553, aleshores habitava el mas un tal «JAUME SALROCA». El mas, segons les dades constructives, fou restaurat o ampliat al segle xvii. Segons els estudis fets sobre el bandoler de les Guilleries D. Joan de Serrallonga (segle xviii), i a partir de les dades del seu procés, sembla que entre els bandolers de la quadrilla de Don Joan hi havia un tal «GASPAR SUBROCA».
Masia construïda en diverses èpoques. El cos antic és de planta rectangular cobert a dues vessants amb el carener perpendicular a la façana, la qual es troba orientada a migdia. Consta de planta baixa i 2 pisos, presenta un portal rectangular amb llinda de fusta i diverses finestres, algunes de les quals presenten els ampits motllurats i amb espieres. A l'angle SE s'hi adossa un cos de porxos coberts a dues vessants i amb barana a nivell del primer pis, en aquest sector de la façana s'hi accedeix mitjançant un portal que tanca la lliça. A ponent s'hi adossa un altre cos, de planta quadrada i coberta a dues vessants i amb el carener perpendicular a la façana situada a ponent, té dos portals rectangulars i dues finestres, s'uneix al cos principal per la banda de llevant, conserva també una finestra datada i amb espiera. A tramuntana s'hi annexionen diverses dependències. Conserva l'antic forn. És construïda en pedra unida amb argamassa de fang. Presenta alguns afegitons de totxo.
La cabana del mas Surroca és de grans dimensions i de planta quadrada, està cobert a dues vessants amb el carener orientat de nord a sud i assentat sobre un desnivell del terreny. La part de tramuntana està distribuïda en dos pisos, amb l'empostissat recolzat als pilars centrals, sota el carener. Dos dels pilars són quadrats i de pedra però el central és de totxo. A la banda de migdia el mur només arriba a mitja alçària de l'edifici, i a sobre, descansen tres pilars de factura diversa, essent l'eix sota el carener de pedra. A ponent hi ha un gros portal rectangular que dona accés a la part de migdia, a llevant n'hi ha un de més petit que comunica amb la part de tramuntana.